# روینرویل (کالیفرنیا)
روینرویل (به انگلیسی: Rohnerville) یک منطقهٔ مسکونی در ایالات متحده آمریکا است که در شهرستان هامبولت، کالیفرنیا واقع شده‌است. روینرویل ۶۰ متر بالاتر از سطح دریا واقع شده‌است.